# Vela Blagòeva
Vela Blagòeva (en búlgar: Вела Благоева) (Veliko Tarnovo, 29 de setembre de 1859 - Sofia, 21 de juliol de 1921) va ser una escriptora, periodista i mestra, i una de les fundadores del moviment de dones a Bulgària. Mentre cursava l'escola normal i assistia a classes de pedagogia a Rússia, es va fer socialista. En tornar a Bulgària, va treballar en l'ensenyament i va escriure per a diverses publicacions. El 1901 es va unir a un grup de feministes per fundar la Unió de Dones de Bulgària. Dos anys més tard va constituir la primera organització de dones socialistes a Bulgària.

## Biografia
Viktòria Atanàssova Jívkova va néixer a Veliko Tarnovo, en la Bulgària otomana. Els seus pares eren Neda Spiridonova i Atanàs Jívkov. Va ser la menor de cinc fills. El seu pare va morir quan encara era petita i els seus germans grans van prendre la responsabilitat de mantenir la família. Va acabar l'escola per a nenes a Tarnovo i va assistir a l'escola secundària a Gàbrovo; s'hi graduà el 1871. Es va fer mestra i va ensenyar a Berkovitsa, Istanbul, Tarnovo i Varna. El 1874, Jívkova i el seu germà Nikola van aprofitar les vacances d'estiu per ajuntar diners i construir una escola per a nenes i una església a Varna. Durant la guerra russo-turca va servir com a infermera a Svishtov. Acabada la guerra, el 1878, Jívkova va obtenir una beca del Comitè de Solidaritat Eslau de Sant Petersburg i va assistir a classes de pedagogia a l'Escola secundària de noies Mariinsky, el 1881. Va tornar a Bulgària per ensenyar a Edirne i més tard a Bitolia. De retorn a Rússia, entre 1882 i 1884, va assistir a Sant Petersburg als Cursos Bestuzhev per graduar-se en pedagogia. En aquella època va rebre la influència de les protestes estudiantils contra la autocràcia tsarista, i va conèixer a la Universitat de Sant Petersburg l'estudiant Dimitar Blagòev, amb qui es va casar.

## Carrera
Blagòeva va tornar a Sofia el 1884 i va començar a ensenyar a l'Escola de Nenes Exemplars. El juliol del 1885 va fundar al costat de Dimitar la primera publicació socialista de Bulgària, Tendències Modernes (en búlgar: Съвременний показател)', que van editar de manera conjunta. Va escriure articles sobre la discriminació contra els mestres, i la igualtat i educació de les dones. Durant la guerra serbo-búlgara es va oferir com a voluntària per servir com a infermera a Slivnitsa i a Pirot. A causa del seu obert suport al socialisme, Blagòeva va ser separada dels seus càrrecs com a professora i es va veure obligada a canviar de feina sovint. Entre 1884 i 1912 va ensenyar en escoles de diverses ciutats del país i el 1912 va tenir problemes de salut i, encara que es va retirar de la docència, va seguir amb altres activitats.
El 1894, Blagòeva va fundar la revista Delo (Дело), amb el propòsit de publicar obres de literatura socialista d'autors búlgars. Va editar la revista fins al 1896, quan es va veure obligada a suspendre'n la publicació a causa de les activitats del seu marit. El 1901 va ser cofundadora de la primera organització nacional de dones, la Unió de Dones de Bulgària (en búlgar: Български женски съюз) junt amb Dimitrana Ivanova, Ekaterina Karavelova, Anna Karima, Kina Konova, Julia Malinova, entre d'altres. Dos anys més tard va liderar la facció que hi va trencar, per diferències ideològiques, ja que sostenia que s'estava orientant cap als problemes de les dones de classe alta en lloc d'ocupar-se de les necessitats de les treballadores. Va fundar una revista anomenada Дамски труда (Treball de les Dones), on advocava pels drets de les dones.
El 1905, Blagòeva va crear la primera organització educativa per a dones treballadores i, a l'agost del mateix any va organitzar una conferència per a dones socialistes a Sofia. Això va provocar una onada de crítiques, incloses les del seu marit, ja que els homes sostenien que les dones havien de ser part del moviment de treballadors i no havien de participar en moviments específics de dones. Malgrat això, Blagòeva continuà proposant –enfrontada als seus col·legues homes– que les dones tenien dret a prendre les seves pròpies decisions. Mentre que tots els seus textos havien estat dedicats al socialisme, va escriure sobre l'emancipació de la dona, les constriccions socials del patriarcat i la subordinació, l'accés igualitari a l'educació, els salaris de les dones i l'abolició del càstig per a la prostitució. Va publicar en molts periòdics i revistes. Sovint els seus guanys eren l'únic ingrés de la família, perquè el seu marit no aconseguia feina a causa de la seva dissidència del govern.

## Obra publicada
Va escriure diverses obres literàries: La reina Teodora. Esbós de la vida búlgara del segle XIV (1894), Procés (1898), Després de la tempesta (1904), Dues històries de la vida popular dels búlgars (1904). També és autora de l'obra pedagògica Metodologia de la llengua búlgara per a les escoles populars de primària i de tres anys (1892).

## Vida privada
Blagòeva i Dimitar van tenir quatre fills: Stela, Natalia, Vladimir i Dimitur. Dimitur va morir durant la Segona Guerra Mundial. Blagòeva va morir a Sofia el 21 de juliol de 1921. En homenatge a la seva memòria un centre de secundària de la seva ciutat natal porta el seu nom.